# Teroristické útoky na vlaky na Mladoboleslavsku 2017
Teroristické útoky na vlaky na Mladoboleslavsku v létě 2017 spáchal sedmdesátiletý důchodce a volič SPD Jaromír Balda, když s úmyslem vyvolat mezi lidmi strach z muslimů skácel dva stromy na koleje a způsobil nehody vlaků. Učinil tak dvakrát – ve čtvrtek 1. června 2017 na trati 070 mezi stanicemi Bakov nad Jizerou a Mladá Boleslav-Debř a znovu v pátek 28. července 2017 na trati 080 mezi stanicí Bělá pod Bezdězem a stanicí Bezděz. Pachatel se následně stal prvním člověkem odsouzeným v České republice za teroristický útok.

## Průběh útoku
Podle soudního znalce neměli strojvedoucí ani při použití rychlobrzdy šanci včas zastavit a k vykolejení vlaků nedošlo jen šťastnou náhodou. Do stromů soupravy narazily rychlostí 74, resp. 67 kilometrů za hodinu. V prvním vlaku jelo deset lidí, ve druhém devět. Nikdo z nich se nezranil. Strojvůdcem prvního z havarovaných vlaků byl Zdeněk Špicar. Před něj pachatel kolem 8. hodiny ranní 1. června 2017 pokácel 12 metrů vysokou olši, v místě řezu zhruba 20–25 cm tlustou. Ve druhém případě pokácel 14 metrů vysokou borovici s průměrem kmene až kolem 30 cm.
V okolí pokácených stromů pachatel nechal letáky se zvoláním „Alláhu akbar!“ (latinkou a s chybami), arabsky „Bůh je veliký“. Další podobné letáky, v nichž se špatnou češtinou snažil vzbudit dojem, že byly psány islamisty, následně vyvěšoval na veřejných prostranstvích a vhodil i do poštovních schránek.

## Politické souvislosti
Balda byl aktivním sympatizantem hnutí Svoboda a přímá demokracie, při kampani před volbami v roce 2017 mu poskytl dar ve formě bezúplatného plnění (vyvěšení transparentu na plotu svého domu, reklamní polep na svém autě a 50 hodin výlepu plakátů) v hodnotě asi 12 tisíc korun a veřejně ho podporoval. Hnutí se od něj v průběhu soudního procesu distancovalo.

## Soudní proces
V lednu 2019 senát středočeského krajského soudu uznal Baldu vinným, odsoudil jej ke čtyřem letům odnětí svobody, nařídil mu ambulantní psychiatrické léčení a úhradu škody, kterou způsobil Českým drahám a Správě železniční dopravní cesty (vyčíslenou na 155 a 63 tisíc korun). Balda se během soudního líčení k činu přiznal; spolupracoval také s kriminalisty během vyšetřování. Soud přijal jako polehčující okolnosti viníkovu projevenou lítost a vysoký věk, naopak za přitěžující považoval sofistikované zametání stop a dlouhodobější přípravu a páchání skutků. Státní zástupce se proti rozsudku odvolal, stejně tak Baldův obhájce, který požadoval změnu kvalifikace trestného činu z terorismu na obecné ohrožení.
Vrchní soud v Praze 16. dubna 2019 potvrdil Baldovi čtyřletý trest za teroristický čin, nezměnil ani kvalifikaci skutku na obhájcem požadované obecné ohrožení. Pachateli hrozil až 15letý trest vězení, uložený trest byl ve shodě s návrhem státního zástupce pod spodní hranicí trestní sazby, a to z důvodu zmenšené příčetnosti. Balda proti pravomocnému rozsudku podal dovolání k Nejvyššímu soudu, ten však v prosinci dovolání odmítl, když ve shodě se soudy nižších instancí konstatoval, že čin Jaromíra Baldy naplnil znaky zvlášť závažného zločinu teroristického útoku.
Pachatel si trest odpykával ve věznici Jiřice. Na den přesně po uplynutí 2/3 trestu, 23. října 2020, požádal o podmíněné propuštění, které soud schválil. Ve vězení tak strávil 2 roky a 8 měsíců a nadále zůstal v podmínce a docházel na ambulantní léčbu na psychiatrii. V rozhovoru, který poskytl po svém propuštění zpravodajskému webu Seznam Zprávy, se Jaromír Balda označil za vlastence, popřel, že by byl teroristou, a do jisté míry bagatelizoval závažnost obecného ohrožení způsobeného svými činy.